# John R. Dilworth
Pour les articles homonymes, voir Dilworth (homonymie).
Jonathan "John" R(obert) Dilworth est un animateur, directeur et producteur américain. Il est connu pour être le créateur de Courage, le chien froussard. Il est aussi le président de Stretch Films, un studio de conception et d'animation.